# 完美的餐廳
《完美的餐廳》是一檔餐廳經營真人秀，拍攝於浙江乌镇乌村度假區，於2018年11月4日開播。
在餐廳中，嘉宾做為普通餐饮创业者，必須要完成從食材选购、菜品研发、餐厅清洁、烹饪食物、服务顾客、结算账款等等完整的餐廳經營流程。同時也會透過不斷的增加經營難度，來考驗藝人們的經營與應變能力，讓觀眾們能看到他們的成長。
節目藝人陣容包括桃園餐廳的陈立农、黃明昊、王子异、尤长靖，以及米倉餐廳的薛凯琪、王菊、李子璇、陈意涵。
此外節目組還邀請兩位飛行嘉賓包括佘詩曼、范津瑋，分別擔任神秘來客及烘培課程主講人。

## 餐廳成員介紹

### 桃園男生餐廳
| 姓名         | 生日          | 餐廳職位       | 定位       |
| Justin黃明昊 | 2002年2月19日 | 主廚（9期）    | 甜系小王子 |
| 陳立農       | 2000年10月3日 | 主廚（8期）    | 微笑多面手 |
| 王子異       | 1996年7月13日 | 主廚（3、4期） | 料理艺术家 |
| 尤长靖       | 1994年9月19日 | 主廚（5期後）  | 小鸟胃吃货 |

### 米倉女生餐廳
| 姓名   | 生日           | 餐廳職位 | 定位       |
| 薛凯琪 | 1981年8月11日  | 店長     | 果决领导者 |
| 王菊   | 1992年9月1日   | 主廚     | 果决领导者 |
| 李子璇 | 1995年5月7日   | 收銀員   | 团队维他命 |
| 陳意涵 | 1997年10月17日 | 服務員   | 佛系小才女 |

### 飛行嘉賓
| 姓名   | 生日                  | 餐廳職位       | 定位   |
| 佘詩曼 | 1975年5月28日（46歲） | 神秘来客       | 大boss |
| 范津瑋 | 1993年5月21日（25歲） | 烘培課程主講人 |        |

## 外部連結
- 完美的餐廳的新浪微博